# Lok Shakti
Lok Shakti (LS, "Folkmakt") var ett politiskt parti i Indien, och ett av många som bildades när gamla Janata Dal kollapsade i mitten av 1990-talet. LS bildades i februari 1997 sedan Ramakrishna Hedge blivit utesluten ur Janata Dal. LS blev snabbt ett viktigt parti i delstaten  Karnataka och partiet blev en av stiftarna till partialliansen National Democratic Alliance.
Efter 2 år, den 23 december 1999, gick LS samman med Sharad Yadavs fraktion av Janata Dal och Samata Party för att bilda det nya partiet Janata Dal (United). En fraktion inom LS vägrade dock delta i detta projekt, utan fortsatte under det gamla partinamnet.
Det finns ett annat parti, baserat i Goa, som använder namnet 'Lok Shakti'. Man har dock ingenting med det Lok Shakti som bildades i februari 1997 att göra.